# Parametrische Wetterversicherung
Die parametrische Wetterversicherung ist ein Absicherungsinstrument von Wetterrisiken. Im Gegensatz zu klassischen Schadenversicherungen versichert die parametrische Wetterversicherungen den Versicherungsnehmer gegen das Eintreten alltäglicher Wetterereignisse. So wird beispielsweise die Über- oder Unterschreitung bestimmter Niederschlagsmengen, Sonnenstunden oder auch Temperaturhöhen in einem vereinbarten Zeitraum versichert. Die Versicherungsleistung basiert auf den Messwerten der jeweiligen Messstation und nicht auf konkreten Schäden, die dem Versicherungsnehmer entstehen.
Bei dieser Art von Versicherung wird also ein objektiver und unabhängiger Index für die Versicherungsleistung herangezogen, der eng mit dem tatsächlichen Schaden korreliert. Dadurch, dass die Notwendigkeit entfällt, den Schaden des Versicherungsnehmers zu erheben und eine eventuelle Schuldfrage zu klären, ist die Abwicklung der Versicherungsleistung einfach und günstig. Auch entfällt die Möglichkeit eines Versicherungsbetrugs. Hierdurch sind die Verwaltungsgebühren geringer und die Versicherungsverträge werden einfacher. Auch das Problem der Asymmetrischen Information zwischen Versicherer und Versichertem reduziert sich.
Da nicht der tatsächliche Schaden versichert ist, besteht umgekehrt das Risiko einer zu geringen Versicherungsleistung oder eines Windfall profits des Versicherungsnehmers.
Gewerbliche Anwendungsbereiche finden sich im vor allem im Risikomanagement. Mit der parametrischen Wetterversicherung lassen sich sowohl finanzielle Einbußen als auch Mehrkosten aufgrund ungünstiger Wetterlagen kompensieren. Besonders von Wetterrisiken betroffene Branchen sind die Landwirtschaft, die Baubranche, der Tourismus, die Eventbranche, Winterdienste, Energieversorger oder auch die Gastronomie. Beispielsweise sicherte ein Eventgastronom seinen Stand am Maschseefest 2014 gegen Niederschlag ab, um daraus resultierende Umsatzeinbußen abzufedern. Eine andere Einsatzmöglichkeit ist die Absicherung von Garantieversprechen, beispielsweise im Marketing: So boten italienische Hoteliers im Jahr 2014 eine Geld-zurück-Garantie im Falle eines verregneten Urlaubs an. Deutsche Landwirte haben sich mit einer parametrischen Wetterversicherung 2020 gegen Dürre versichert.
Durch die einfache, hoch standardisierte Abwicklung eignen sich die Versicherungen auch für Mikroversicherungen, z. B. in der Dritten Welt.
Eine Rückversicherung der Versicherungsunternehmen kann mit Wetterderivaten erfolgen.